# Miguel Ángel Allende
Miguel Ángel Allende (Villa María (provincia de Córdoba), 1 de diciembre de 1918 - ?) fue un exfutbolista argentino. Se desempeñaba como entreala izquierdo y su primer fue Gimnasia y Esgrima La Plata.

## Carrera
Dio sus primeros pasos en los clubes Central Argentino y Unión Central de Villa María (1934), pasando luego por Lavalle de Córdoba (1935) y retornando un año después a Unión Central.

### Futbol de AFA
Debutó en la primera del Lobo en 1939, un 20 de agosto, ante Huracán, derrota de su equipo 2-5. En total jugó 4 encuentros para el Tripero. Su último partido fue el 3 de diciembre de ese mismo año, ante Lanús. En 1940 pasó a Rosario Central, donde tuvo su debut también ante Lanús, convirtiendo un gol, el 7 de abril, derrota auriazul 6-5; el técnico canalla era el húngaro Emérico Hirschl. En Central sus actuaciones se resumen en 17 encuentros, habiendo marcado 3 goles.

## Clubes
| Club                           | País      | Año  |
| ------------------------------ | --------- | ---- |
| Gimnasia y Esgrima de La Plata | Argentina | 1939 |
| Rosario Central                | Argentina | 1940 |